# 馬斯洛韋 (伊瓦尼夫卡區)
46°52′59″N 30°26′48″E / 46.88306°N 30.44667°E
馬斯洛韋（烏克蘭語：Маслове）是位於烏克蘭西南部的村莊，由敖德萨州贝雷济夫卡区的伊萬尼夫卡市鎮負責管轄。該村始建於1944年，面積0.28平方公里，海拔高度9米，2001年人口48，人口密度每平方公里170.21人。